# Red Oak (Teksas)
Red Oak – miasto w Stanach Zjednoczonych, w stanie Teksas, w hrabstwie Ellis.

## Demografia
Według przeprowadzonego przez United States Census Bureau spisu powszechnego w 2010 roku miasto liczyło 10 769 mieszkańców. Natomiast skład etniczny w mieście wyglądał następująco: Biali 71,7%, Afroamerykanie 16,9%, Azjaci 0,5%, pozostali 10,9%.